# Sarre-Union
Sarre-Union è un comune francese di 3 212 abitanti situato nel dipartimento del Basso Reno nella regione del Grand Est.

## Società

### Evoluzione demografica
Abitanti censiti